# Fairly Legal
(Tagline della serie televisiva)
Fairly Legal è una serie televisiva statunitense prodotta dal 2011 al 2012.
Creata da Michael Sardo, il quale ne è anche produttore esecutivo, la serie è interpretata da Sarah Shahi, e racconta la vita di Kate Reed, un'avvocatessa che decide di intraprendere la professione di mediatrice.
La serie ha debuttato in prima visione assoluta negli Stati Uniti sul canale via cavo USA Network il 20 gennaio 2011. In Italia è stata trasmessa in prima visione dal canale pay Mya dal 10 ottobre 2011, e in chiaro, da Rai 4 e Giallo, dal 29 settembre 2012.

## Trama
San Francisco. Kate Reed è una giovane avvocatessa che da tempo è stanca del suo lavoro, delle lungaggini della burocrazia e delle ingiustizie del sistema giudiziario. Lavora presso lo studio legale del padre, ma dopo la morte di quest'ultimo, decide finalmente di cambiare vita diventando una mediatrice. Convinta che la giustizia si possa ottenere anche fuori dalle aule di tribunale, e sfruttando la sua conoscenza della legge, Kate si mette al servizio di ogni genere di cliente, piccolo o grande che sia, cercando di risolvere i loro problemi con la sua innata umanità e il suo senso dello humor.

## Episodi
| Stagione         | Episodi | Prima TV USA | Prima TV Italia |
| ---------------- | ------- | ------------ | --------------- |
| Prima stagione   | 10      | 2011         | 2011            |
| Seconda stagione | 13      | 2012         | 2012            |

## Personaggi e interpreti

### Personaggi principali
- Kate Reed (stagioni 1-2), interpretata da Sarah Shahi, doppiata da Barbara De Bortoli.
È la protagonista della serie. Inizialmente Kate è un'importante avvocato, ma una volta resasi conto dei problemi che può generare il suo lavoro, decide di cambiare professione e diventare mediatrice, e risolvere così i conflitti tra persone prima che questi approdino in tribunale. È una ragazza carina e simpatica ma molto confusionaria, perennemente di fretta e in ritardo. Vive a bordo della barca a vela di suo padre, ancorata nella baia di San Francisco, la barca esplode a causa di una fuoriuscita di gas. Per un po' va a vivere con la sua matrigna Lauren, in seguito compra un appartamento e vi si trasferisce.
- Justin Patrick (stagioni 1-2), interpretato da Michael Trucco, doppiato da Massimo Bitossi.
È l'ex marito di Kate, un avvocato che lavora per il procuratore distrettuale di San Francisco. Lui e Kate inizialmente non riuscivano a divorziare, in quanto nessuno dei due voleva fare quel passo, ma quando Kate scopre che Justin le era stato infedele decide di firmare i moduli, rendendo il divorzio ufficiale. Tra di loro c'è un continuo "tira e molla" sentimentale, a differenza di Kate, lui è sempre molto ligio alla legge.
- Lauren Reed (stagioni 1-2), interpretata da Virginia Williams, doppiata da Claudia Catani.
È la giovane matrigna di Kate. Dopo la scomparsa del marito, Lauren ha preso in mano le redini della Reed & Reed, il suo studio legale. Appare fredda e insensibile, anche se questo suo comportamento è dovuto alla paura di non riuscire a portare avanti il lavoro del marito.
- Leonard Prince (stagioni 1-2), interpretato da Baron Vaughn, doppiato da Edoardo Stoppacciaro.
È l'assistente di Kate. Entusiasta e sempre pieno di risorse, è un appassionato di giochi di ruolo online e fantasy. Il suo maggior talento è quello di riuscire a tenere Kate lontana dai guai.
- Ben Grogan (stagione 2), interpretato da Ryan Johnson, doppiato da Giorgio Borghetti.
È un nuovo collega di Kate alla Reed & Reed. Amante dei soldi e delle vittorie, per certi versi è la nemesi di Kate. Più in là si capirà che in realtà è un uomo gentile, lui e Kate col passar del tempo instaureranno un'amicizia che poi si evolverà in qualcosa di più.

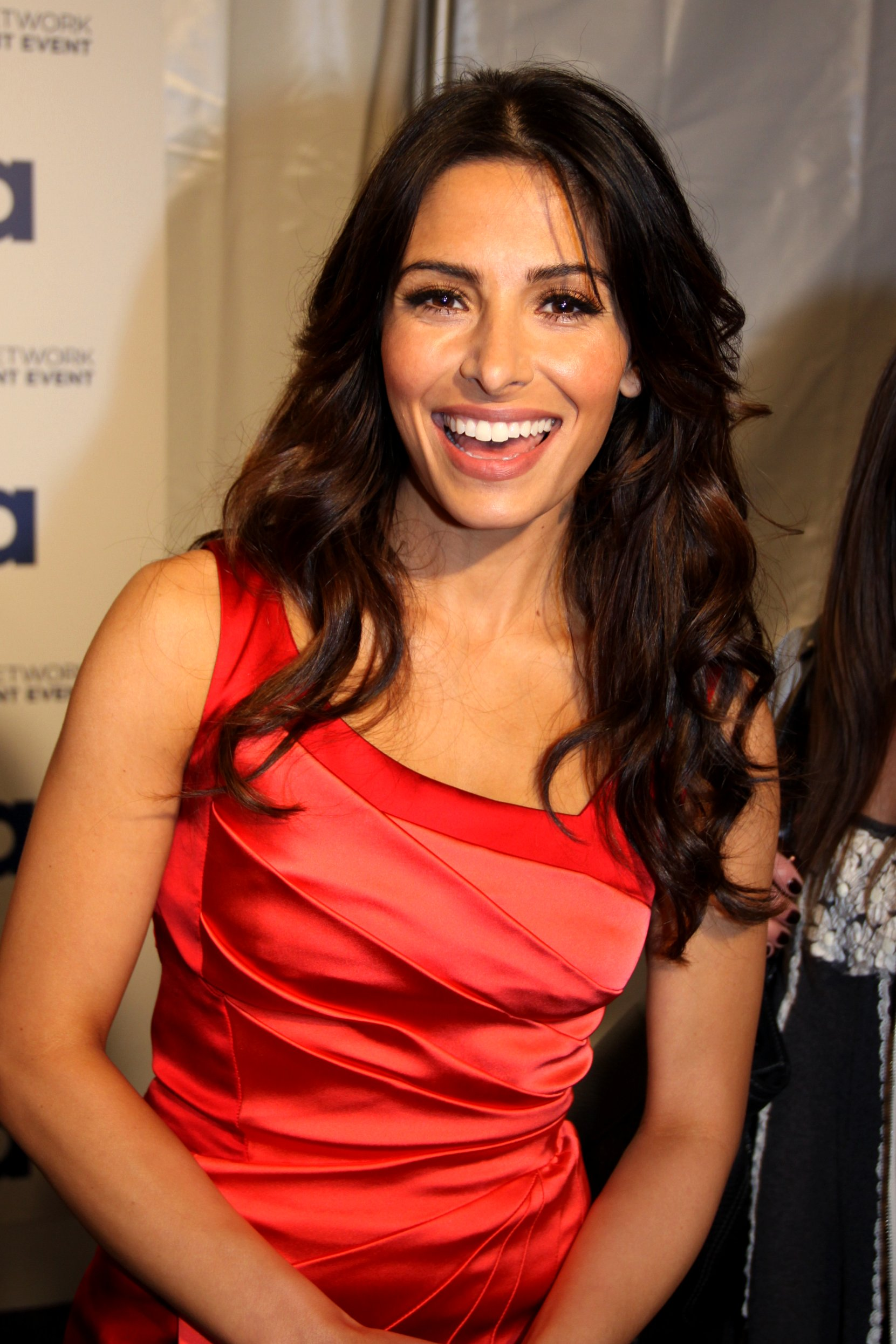
Sarah Shahi interpreta Kate Reed
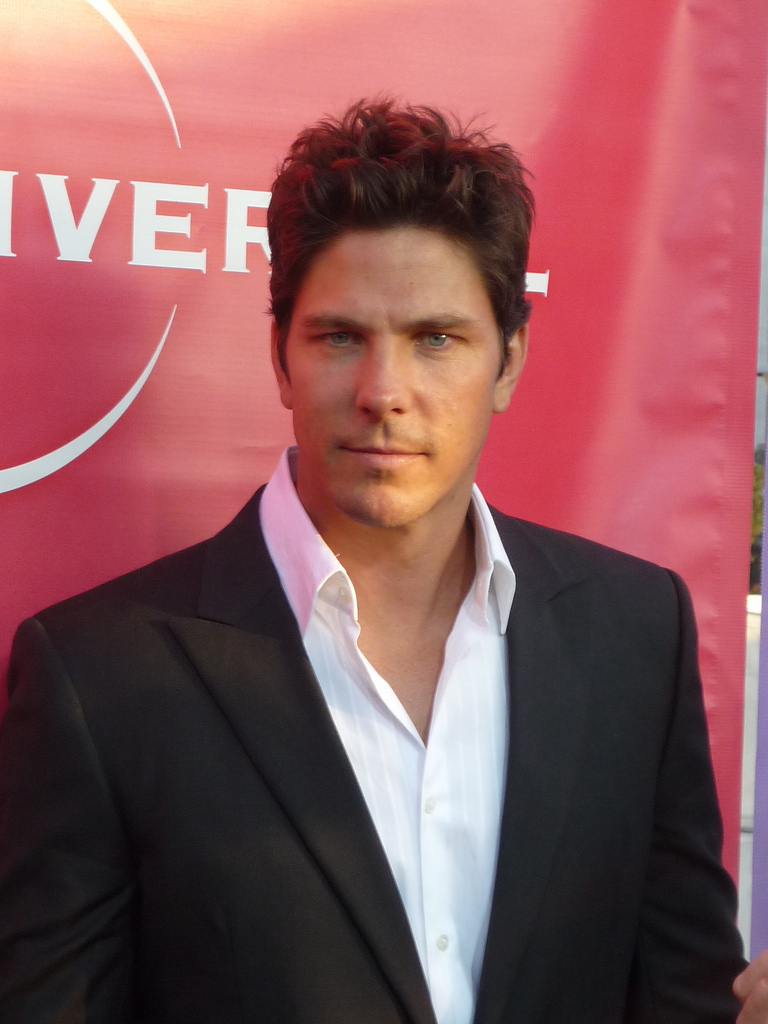
Michael Trucco interpreta Justin Patrick

### Personaggi secondari
- David Nicastro (stagioni 1-2), interpretato da Gerald McRaney.
È un giudice. Non apprezza la svolta lavorativa di Kate, ma si rivolge comunque a lei per mediare alcuni dei suoi casi.
- David Smith (stagione 1), interpretato da Richard Dean Anderson.
È un misterioso uomo, portatore di molti segreti, che entra nella vita di Kate dopo la morte di suo padre.
- Spencer Reed (stagione 1), interpretato da Ethan Embry.
È il fratello di Kate, un ex avvocato presso lo studio di famiglia. Ora si occupa della casa e della famiglia mentre suo marito Terry lavora.
- Kim (stagione 1), interpretata da Devon Weigel.
È la "ragazza dei panini" della Reed & Reed. Leonard ne è innamorato.

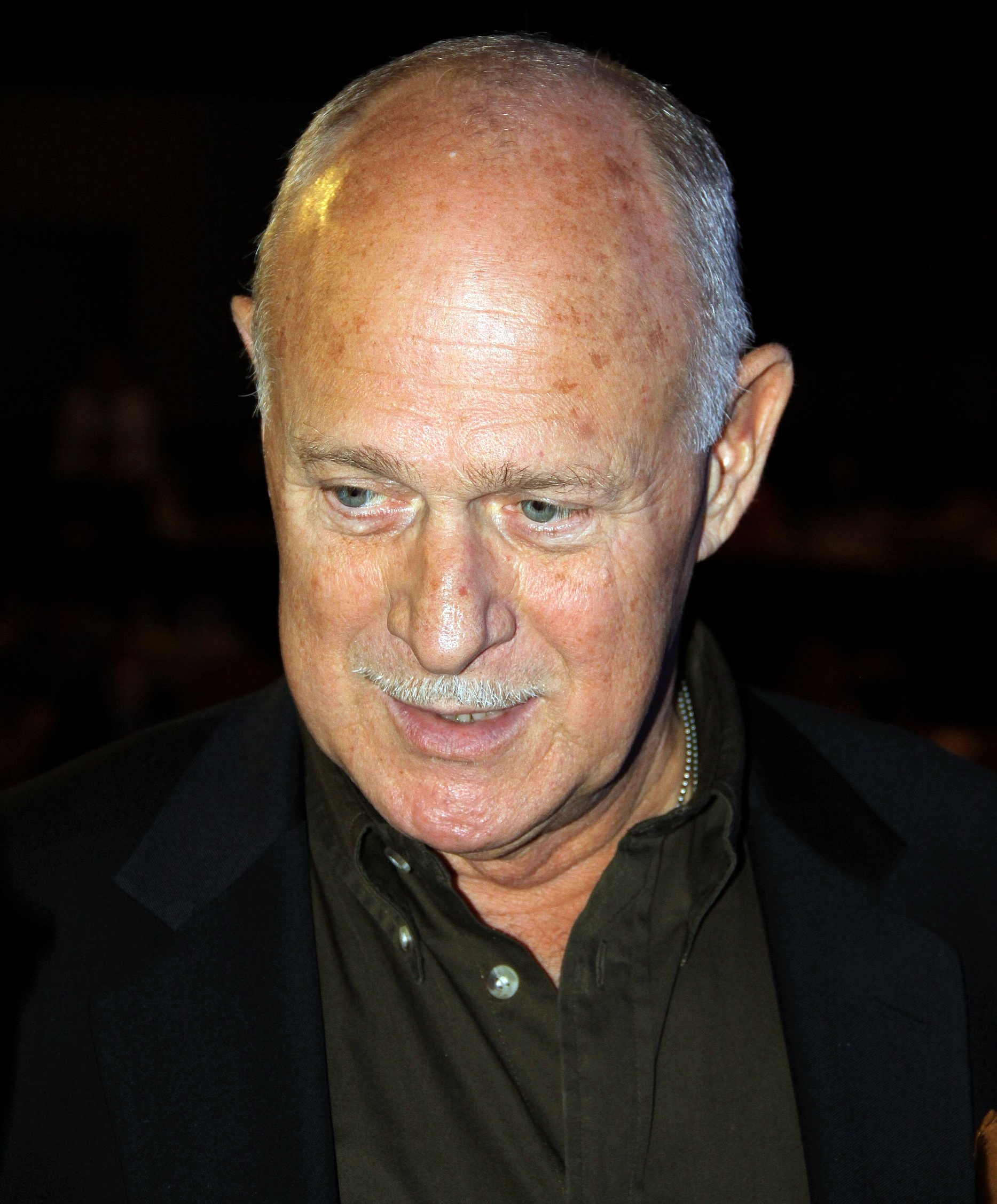
Gerald McRaney interpreta David Nicastro
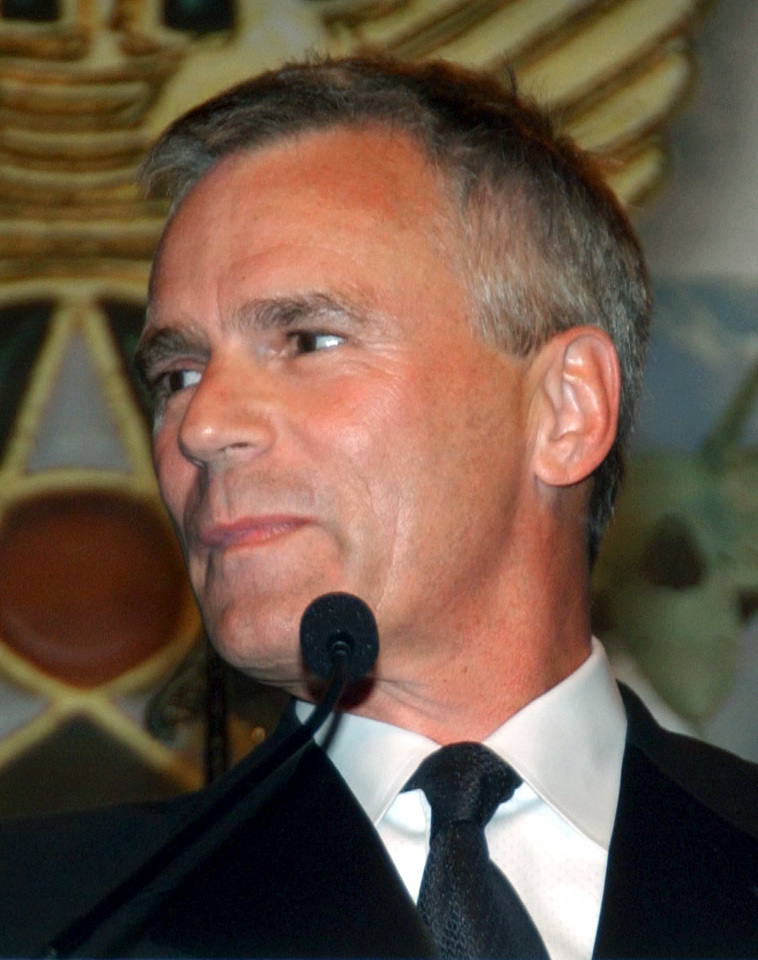
Richard Dean Anderson interpreta David Smith

## Produzione
Questa serie era stata inizialmente annunciata da USA Network nell'agosto del 2009 con il titolo Facing Kate.
Nell'ottobre dello stesso anno Sarah Shahi, dopo la chiusura della sua precedente serie Life, venne scelta per interpretare la protagonista di Fairly Legal Kate Reed. Nel novembre 2009 venne definito il cast, con l'ingaggio di altri due volti noti del piccolo schermo come Michael Trucco (Battlestar Galactica) e Virginia Williams (Monarch Cove). Nell'estate 2010 vennero scritturati Richard Dean Anderson ed Ethan Embry, entrambi per interpretare ruoli ricorrenti nella serie.
Dopo aver girato un episodio pilota della durata di 75 minuti, il 15 marzo 2010 è stato dato il via libera per la produzione di altri 11 episodi da 45 minuti l'uno, in modo da avere una prima stagione di Fairly Legal formata da 12 episodi. Nel settembre 2010 il numero totale degli episodi è stato ridotto da 12 a 10 per questioni di programmazione, e l'iniziale esordio della serie, previsto per l'ultima parte del 2010, è stato posticipato all'inizio del 2011. Fairly Legal è ambientata a San Francisco, ma in realtà la serie è interamente girata a Vancouver.
Il 2 maggio seguente la serie TV è stata ufficialmente rinnovata per una seconda stagione di 13 episodi. Il 4 gennaio 2012 venne annunciato l'esordio della nuova stagione per il 16 marzo successivo. Intanto, il 28 ottobre dell'anno precedente era stata rivelata l'entrata nel cast della seconda stagione come regular di Ryan Johnson. Dopo due stagioni prodotte, il 1º novembre 2012 USA Network ha cancellato la serie a causa di un calo di ascolti.

## Colonna sonora
La canzone dei titoli di testa della serie, The Yellow Brick Road Song, è eseguita dalla poetessa di spoken word (poesia recitata su basi musicali) e musicista Iyeoka Okoawo. La canzone è stata scritta assieme al produttore David Franz, ed è il primo singolo tratto dal suo album Say Yes.

## Accoglienza

### Pubblico
La première di Fairly Legal ha ottenuto negli Stati Uniti d'America un ascolto di circa 3 900 000 spettatori, di cui un terzo appartenenti alla fascia d'età 18/49 anni (Rating Nielsen); la serie ha ottenuto circa 500 000 spettatori in meno del suo punto di riferimento, ovvero il debutto dell'altra serie di USA Network Royal Pains. Quello di Fairly Legal è stato comunque considerato un buon esordio. La prima stagione ha raccolto in totale negli Stati Uniti un'audience media di circa 4 600 000 spettatori.

### Critica
Darren Franich di Entertainment Weekly ha riscontrato una somiglianza tra la formula di Fairly Legal e quella di altre serie TV prodotte da USA Network, descrivendo lo show come «un perfetto trattamento USA [Network]». Ha lodato l'interpretazione di Sarah Shahi, dichiarando che «ti fa credere che la donna è simultaneamente un ansioso relitto e una brillante mediatrice», e ha applaudito ad alcune trovate prese dagli autori. Tuttavia, ha rimproverato alla serie di non aver saputo sfruttare a dovere la sua location (San Francisco) come invece avviene in altre serie di USA Network, e il fatto di non riuscire a capire se lo show «vuole essere un cupo drama o un vigoroso legal». Robert Bianco di USA Today è d'accordo sugli elogi alla performance della Shahi, da lui definita «immediatamente simpatica», e ha recensito la serie come «un pezzo ben costruito di intrattenimento popolare, [creato] da un fornitore affidabile dello stesso, con una [protagonista] facile da amare, e una [storia] facile da [seguire]».

## Riconoscimenti
- 2011 – ALMA Award
  - Candidatura alla miglior attrice in una serie TV drammatica a Sarah Shahi
- 2012 – Gracie Awards
  - Miglior attrice a Sarah Shahi

## Edizioni home video
La prima stagione di Fairly Legal è stata pubblicata in DVD nel Regno Unito il 14 maggio 2012.